# Абшыр-Ата
Абшыр-Ата (кирг. Абшыр-Ата) — село в Ноокатском районе Ошской области Кыргызстана. Входит в состав Кулатовского айылного аймака.

## География
Село расположено в западной части области, на берегах реки Абшир-Сай, на расстоянии приблизительно 20 километров (по прямой) к западо-юго-западу от города Ноокат, административного центра района.

## История
Населённый пункт получил статус села согласно Закону Кыргызской Республики "Об отнесении некоторых населённых пунктов Баткенской, Джалал-Абадской, Нарынской и Ошской областей Кыргызской Республики к категории айыла (села)" от 21 апреля 2020 года.

## Население
Согласно оценочным данным Национального статистического комитета Кыргызской Республики, численность населения села на начало 2023 года составляла 3687 человек.
| год     | 2021 | 2023 |
| ------- | ---- | ---- |
| человек | 3468 | 3687 |

## Инфраструктура
В Абшыр-Ате имеются: средняя школа, неполная средняя школа, детский сад, 3 мечети, чайхана, 4 магазина, пекарня, спортивный комплекс, горнорудное предприятие и кузнечная мастерская.